# Stephan Heller
Stephan Heller (* 1968) ist ein deutscher Hörfunkmoderator und -programmdirektor.

## Laufbahn
Heller, der in Hamburg-Niendorf aufwuchs und das Gymnasium Bondenwald besuchte, erstellte als Jugendlicher Sendungen für das Krankenhausradio im AK Altona und war Praktikant beim Norddeutschen Rundfunk sowie bei Radio Schleswig-Holstein. Heller begann 1987 als Volontär beim Hörfunksender Radio Hamburg. Mit Marzel Becker erfand er die während der Osterfeiertage ausgestrahlte Hitparade Top 800, die erstmals 1989 anlässlich des 800. Geburtstags des Hamburger Hafens stattfand und von Heller und Becker auch in den folgenden Jahren moderiert wurde, ehe andere Moderatoren die Sendung weiterführten. 1993 wurde Heller in der Sendung Der heiße Draht zum ZDF als bester Nachwuchsmoderator ausgezeichnet.
Heller war bis 1997 Moderator und Redakteur bei Radio Hamburg. Er arbeitete hernach bei Radio NRW und war ab 1998 im Morgenprogramm des niedersächsischen Senders Radio ffn zu hören. Anschließend war er ab Juni 1999 bei der Sendergruppe NRJ für die Programmkoordination in Deutschland zuständig sowie ab Januar 2000 leitend für das Programm des Hamburger NRJ-Senders verantwortlich. Im August 2001 trat Heller beim Hamburger Sender Oldie 95 das Amt des Programmdirektors an, im September 2005 wurde er dort auch Geschäftsführer. Heller war einer der Initiatoren der Benennung eines Platzes in Hamburg-St. Pauli nach den Beatles. Zusätzlich moderierte er mit Marzel Becker ab 2009 die im Rundfunk, Internet und beim Fernsehsender Hamburg 1 ausgestrahlte Musiksendung Beckerundheller. Ende Juni 2011 verließ Heller Oldie 95 und wurde als Sendermanager bei Klassik Radio tätig. 2012 wurde er gemeinsam mit Bettina Zacher in der Kategorie „Beste Programmaktion“ mit dem Deutschen Radiopreis ausgezeichnet. Heller und Zacher hatten die Hörerschaft von Klassik Radio aufgerufen, die Ode an die Freude einzusingen und am Computer aus mehr als 2400 Hörerstimmen dann einen imaginären Chor erstellt. Im September 2013 schied der vom Hamburger Abendblatt als „einer der profiliertesten Hamburger Privatradiomacher“ bezeichnete Heller bei Klassik Radio aus dem Amt.
Im Juli 2014 stieß Heller als Moderator zum Sender NDR 90,3. Seitdem moderiert er dort werktags von 15.00 bis 19.00 Uhr das Nachmittagsprogramm. Im März 2020 trat Heller als Gast in der Fernsehsendung Dittsche – Das wirklich wahre Leben auf.